# Glawnoje Raswedywatelnoje Uprawlenije
Die Glawnoje Raswedywatelnoje Uprawlenije (GRU; russisch Главное разведывательное управление (ГРУ) ‚Hauptverwaltung für Aufklärung‘) ist das leitende Zentralorgan des Militärnachrichtendienstes (Военная разведка) des russischen Militärs.

## Name
Der offizielle Name lautet seit 2010 Главное управление Генерального штаба Вооружённых Сил Российской Федерации (Glawnoje uprawlenije Generalnowo schtaba Wooruschjonnych Sil Rossijskoj Federazii (GU GSch WS RF)), deutsch ‚Hauptverwaltung des Generalstabes der Streitkräfte der Russischen Föderation‘, wobei sowohl Volk als auch selbst Präsident Putin diesen Wechsel im allgemeinen Sprachgebrauch nie nachvollzogen. Das die Hauptaufgabe benennende Wort (Разведывательный ‚für Aufklärung‘) kommt somit als Namensbestandteil offiziell nicht mehr vor.

## Auftrag
Die Aufgabe der GRU ist die nachrichtendienstliche Beschaffung aller militärisch relevanten Informationen sowie die Spionageabwehr innerhalb der russischen Streitkräfte. Ferner unterhält die GRU mit der Spezialeinheit Speznas eine operative Kommandoeinheit für unkonventionelle Kriegführung und Terrorismusbekämpfung, die in der Lage ist, verdeckt auf sich allein gestellt hinter feindlichen Linien zu operieren.
Die historisch jüngste Aufgabe der GRU ist nach Ansicht des bundesdeutschen Verfassungsschutzes die Wirtschaftsspionage. Das Bundesamt für Verfassungsschutz erwähnt dabei nicht nur den zivilen Auslandsnachrichtendienst SWR, sondern auch die GRU und den Inlandsgeheimdienst FSB. Hans-Peter Uhl, ehemaliges Mitglied des Parlamentarischen Kontrollgremiums, sagte, Putin habe 2007 „bei der Amtseinführung des Chefs des SWR die Anweisung gegeben, durch Wirtschaftsspionage im Ausland dafür zu sorgen, dass die Wirtschaft der Russischen Föderation gestärkt wird“.

## Mordanschläge und politische Destabilisierung im Ausland
Die GRU steht im Verdacht, zahlreiche staatliche Auftragsmorde im Ausland verübt zu haben. Dazu gehören beispielhaft die Ermordungen des tschetschenischen Anführers Selimchan Jandarbijew am 13. Februar 2004 im Exil in Doha, von Umar Israilow am 13. Januar 2009 in Wien, von Sulim Jamadajew am 30. März 2009 in Dubai, von Amina Okujewa am 30. Oktober 2017 in Hlewacha sowie von Selimchan Changoschwili am 23. August 2019 in Berlin.
Die New York Times und das Nachrichtenmagazin Der Spiegel benannten die GRU-Einheit 29155, mutmaßlich geführt von Generalmajor Andrei Awerjanow, als wahrscheinlich verantwortlich für die meisten dieser Anschläge. Dieser Einheit wird auch vorgeworfen, systematische Aktionen zur politischen Destabilisierung anderer Staaten durchzuführen. Dazu gehören etwa die Destabilisierung der Republik Moldau im Jahr 2014, die versuchte Vergiftung des bulgarischen Waffenhändlers Emilian Gebrew in Sofia 2015. Im Jahr 2016 hielt Montenegro ein Referendum über den Beitritt zur NATO ab. Die GRU plante die Ermordung des Ministerpräsidenten Milo Đukanović und ihn durch einen anderen Politiker zu ersetzen. Der Putschversuch scheiterte und Montenegro trat 2017 der NATO bei. Zwei GRU-Agenten wurden verhaftet und strafrechtlich verfolgt. Im folgenden Jahr versuchte die GRU, einen ehemaligen Oberst der GRU und Agent des britischen Auslandsgeheimdienstes MI6, Sergei Skripal, im britischen Salisbury mit einem Nervenkampfstoff aus der Nowitschok-Gruppe zu vergiften. Die beiden beteiligten GRU-Offiziere wurden von den britischen Behörden identifiziert.
Ebenso finanziert die GRU gezielt EU-feindliche Parteien, um die Europäische Union zu schwächen; in diesem Zusammenhang wurde auch eine Einflussnahme auf das Brexit-Referendum nachgewiesen. Für diplomatische Spannungen sorgte außerdem die Russische Einflussnahme auf den Wahlkampf in den Vereinigten Staaten 2016.
Ende Juni 2020 veröffentlichte die New York Times US-Geheimdienstinformationen vom Frühjahr 2020, nach denen Einheit 29155 den Taliban, anderen Islamisten oder Kriminellen, Kopfgelder für die Tötung von US-Soldaten und anderen NATO-Soldaten im Afghanistankrieg angeboten und teilweise auch gezahlt hatten. Recherchen von The Insider und Der Spiegel legten Anfang 2025 weitere Hintermänner, Umfang und Aufwendungen des Unternehmens offen.
Die Sofacy Group genannte Einheit 26165 der GRU soll zudem als Hackerkollektiv gezielt für Cyberattacken auf westliche Einrichtungen verantwortlich sein.
Seit 2024 lässt sich ein vermehrter Einsatz von sogenannten Single Use Agents beobachten.
Im Juli 2024 wurden an verschiedenen Orten mehrere Paketbomben mit Zeitzündern und auf Magnesium basierenden Brandsätzen in Luftfracht-Paketen entdeckt, die während des Flugs zur Explosion gebracht werden sollten: Am 20. Juli detonierte eine der Bomben beim Umladen eines DHL-Frachtflugzeug am Logistikzentrum des Flughafen Leipzig/Halle, am Tag darauf kam es zu einer weiteren Explosion in einem Paketlager in Jablonow bei Warschau und wieder einen Tag später in einem DHL-Lager in Minworth bei Birmingham. Nur durch glückliche Umstände (u. a. Verspätung) detonierten die Bomben nicht während des Flugs. Laut BfV-Präsident Thomas Haldenwang wären sie stark genug gewesen, um zu einem Absturz zu führen. Alle Pakete wurden von einem Mann in Vilnius aufgegeben, der wohl als Single Use Agent vom russischen Geheimdienst GRU angeworben worden war. Offenbar waren auch noch weitere Anschläge geplant.
Weitere Attentate, die in einen Zusammenhang mit der GRU gebracht werden, sind unter anderem:
| Opfer                    | Datum                          | Ort                                 | Methode |
| ------------------------ | ------------------------------ | ----------------------------------- | --- |
| Juri Schtschekotschichin | 16. Juni 2003                  | Moskau, Russland                    | Vergiftet |
| Selimchan Jandarbijew    | 13. Februar 2004               | Doha, Katar                         | Sprengstoffanschlag. Er und zwei seiner Leibwächter starben.                                                             |
| Anna Politkowskaja       | 7. Oktober 2006                | Moskau, Russland                    | Erschossen (2004 war bereits ein Versuch der Vergiftung gescheitert)                                                     |
| Alexander Litwinenko     | 1. November 2006               | London, Vereinigtes Königreich      | Vergiftet mit 210Polonium                                                                                                |
| Umar Israilow            | 13. Januar 2009                | Wien, Österreich                    | Erschossen |
| Sulim Jamadajew          | 30. März 2009                  | Dubai, Vereinigte Arabische Emirate | Erschossen |
| Boris Beresowski         | 23. März 2013                  | Ascot, Vereinigtes Königreich       | Strangulation (in den 1990ern waren bereits Mordversuche gescheitert)                                                    |
| Emilian Gebrew           | 28. April 2015                 | Sofia, Bulgarien                    | Versuchte Vergiftung, vermutlich mit Nowitschok                                                                          |
| Wladimir Kara-Mursa      | 26. Mai 2015 & 2. Februar 2017 | Moskau, Russland                    | Versuchte Vergiftungen                                                                                                   |
| Amina Okujewa            | 30. Oktober 2017               | Hlewacha, Ukraine                   | Erschossen |
| Sergei Skripal           | 4. März 2018                   | Salisbury, Vereinigte Königreich    | Versuchte Vergiftung mit Nowitschok. Er und seine ebenfalls vergiftete Tochter überlebten. Eine unbeteiligte Frau starb. |
| Nikolai Gluschkow        | 12. März 2018                  | London, Vereinigtes Königreich      | Strangulation (2013 war bereits ein Versuch der Vergiftung gescheitert)                                                  |
| Pjotr Wersilow           | 12. September 2018             | Moskau, Russland                    | Versuchte Vergiftung |

## Geschichte

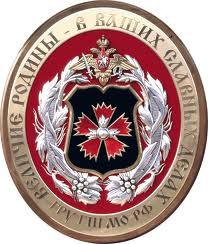
GRU-Wappen (Величие Родины – в Ваших славных делах)

Die Ursprünge des militärischen Aufklärungsdienstes innerhalb der zaristischen russischen Armee liegen in der Zeit der Napoleonischen Kriege, wo es um Unterjochung weiterer Länder unter französische Fremdherrschaft zwischen 1809 und 1812 ging. Nachdem Spanien (1808) und Portugal (1807) dem napoleonischen Herrschaftsraum angegliedert waren, plante Kaiser Napoleon I. seine weiteren Eroberungen in Richtung Norden und Osten zu treiben. Das stand den Plänen von Zar Alexander I. im Wege, der auch danach trachtete, den russischen Machtbereich zu vergrößern. Da mit dem Frieden von Tilsit 1807 zwar gegenseitig Interessensphären abgegrenzt, aber keine verbindlichen Regelung getroffen waren, blieb das gegenseitige Abtasten und das Ungewisse in den Herrschaftsansprüchen bestehen. Die Kriege gegen Skandinavien hatten diese Unsicherheiten noch deutlicher werden lassen. Um sich auch im Innern zu wappnen, hatte Zar Alexander 1802 das Kriegsministerium geschaffen, bei dem neben der Organisation des russischen Heeres auch die Informationsbeschaffung aus dem Ausland über die fremden Streitkräfte konzentriert zusammenlaufen sollten. Die Leitung hatte er dem Deutschbalten Michael Andreas Barclay de Tolly (1761–1818), der nach dem Schwedischen Krieg 1808 in Finnland den Gouverneursposten ausübte, übertragen. Bei ihm liefen nun auch die seit 1810 aus den russischen Gesandtschaften in den anderen Ländern kommenden, über dort eingesetzte Militärattachés und deren Militäragenten herangeholten Nachrichten zusammen. Diese trugen in erster Linie militärischen Charakter.
Die GRU wurde am 5. November 1918 offiziell innerhalb der Roten Armee gegründet. Erster Direktor der Behörde wurde der ehemalige zaristische Offizier und Mitglied des kaiserlich russischen Militärgeheimdienstes Semjon Aralow, der im Sommer 1919 in den diplomatischen Dienst wechselte.
Zwischen den Weltkriegen war die GRU sehr erfolgreich mit seinem internationalen Agentennetz. Der als Journalist getarnte Richard Sorge meldete aus Japan den bevorstehenden Angriff der Wehrmacht auf die Sowjetunion, ebenso der Ungar Alexander Rado aus der Schweiz.
Während des Zweiten Weltkrieges betrieben die GRU und ihr Agentennetz vor allem traditionelle militärstrategische Aufklärung von Polen bis zum Pazifik für die Rote Armee. Zu den Operationen der GRU gehörte auch die Rote Kapelle u. a. mit Leopold Trepper. Ein weiterer bekannter Spion war der deutsche Physiker Klaus Fuchs. Er sorgte dafür, dass auch die Sowjetunion zur Nuklearmacht wurde.
Die GRU war in der Zeit des Kalten Krieges für Militärspionage, später auch für Waffenlieferungen an Rebellengruppen und Regime in Afrika, Asien und Lateinamerika zuständig, in denen die Sowjetunion eine kommunistische Regierung anstrebte. Das Prinzip des Dienstes war seit den 1960er-Jahren (unter der Leitung von General Iwaschutin) „keine Öffentlichkeit“. Erst als das KGB den Diebstahl der Geheimnisse zur Atombombe ganz für sich beanspruchte, deklassifizierte die GRU einige Archivmaterialien, mit welchen Wladimir Lota im Jahr 2002 das Buch The GRU and the Atom Bomb erstellte.
Nach dem Zerfall der Sowjetunion 1990 blieb das GRU-Netzwerk intakt und ist nun für die Russische Föderation tätig. In den 1990er-Jahren wurden offizielle Waffenverkäufe über eine staatliche Exportagentur abgewickelt, nur für heikle Situationen wurden die inoffiziellen Kanäle der GRU benutzt, wie beispielsweise bei Lieferungen an Palästina, um die Beziehungen zu Israel nicht zu gefährden.
Als Nachfolger von Walentin Korabelnikow wurde Ende April 2009 Generalleutnant Alexander Schljachturow zum Leiter der Hauptverwaltung Aufklärung (der sog. 2. Hauptverwaltung des Generalstabs) und zum stellvertretenden Chef des Generalstabs der russischen Streitkräfte ernannt. Zwischen der Leitung der GRU und dem russischen Verteidigungsministerium soll es zu Differenzen über die Konzeption der Militärreformen – besonders in dem Teil, der die GRU unmittelbar betraf – gekommen sein, berichtete RIA Nowosti 2009. Im Jahr 2011 entschied sich Putin, die Konkurrenzsituation bestehen zu lassen, als der FSB die Kontrolle über die GRU zu übernehmen versucht hatte.
Im Jahr 2014 hatten Sicherheitsexperten bei Google Kenntnis von offensichtlich staatlich entwickelten Schadprogrammen. Russland wurde in deren technischem Bericht zwar nicht erwähnt, dessen Titel lautete jedoch „Blick ins Aquarium“, eine Anspielung auf das Hauptquartier der GRU in Moskau, welches diesen Übernamen trägt. 2014 übernahm der ausgeschiedene Oberstleutnant der GRU Dmitri Utkin das Kommando über die Söldnertruppe Gruppe Wagner.
Die Süddeutsche Zeitung berichtete 2015, dass die GRU auch im Zusammenhang mit dem Krieg in der Ukraine seit 2014 in der Ostukraine tätig ist.
Im Januar 2016 starb der Leiter der GRU Igor Dmitrijewitsch Sergun je nach Quelle überraschend oder mysteriös – nach verschiedenen Angaben zu Ort und Zeitpunkt gemäß offiziellen Angaben an einem Herzinfarkt in einem Sanatorium des FSB.
Im Dezember 2016 belegte US-Präsident Barack Obama Führungspersonen der GRU mit Sanktionen aufgrund deren illegaler Einflussnahme auf die US-Wahlen.
US-Geheimdienste schreiben der GRU nach einem Artikel in der Washington Post vom Dezember 2017 verschiedene Destabilisierungsaktionen während des Euromaidans in der Ukraine 2013/2014 zu, bei der sich GRU-Agenten in sozialen Medien als russischsprachige Ukrainer ausgaben, die in ihren Textnachrichten vorgaben, ihr Leben werde von „Brigaden“ aggressiver „Westler“ bedroht.
Britische und niederländische Behörden gaben im Oktober 2018 bekannt, dass eine Abteilung der GRU mit der Bezeichnung „Einheit 26165“ als Hackergruppe in Erscheinung trat, die zuvor unter verschiedenen Bezeichnungen wie ATP 28, Fancy Bear oder Sofacy Group Bekanntheit erlangt hatte. Auch seien es Agenten dieser Abteilung gewesen, die 2018 versucht hatten, in das WLAN-Netz der Organisation für das Verbot chemischer Waffen in Den Haag einzudringen. Die beteiligten russischen Agenten, welche zuvor auch schon die Welt-Anti-Doping-Agentur in Lausanne als Ziel hatten, wurden von den niederländischen Behörden festgenommen, konnten aber wegen ihrer Diplomatenpässe nicht festgehalten werden und wurden ausgewiesen. Im Juli 2020 verhängte die Europäische Union (EU) diesbezüglich Sanktionen in Form von Einreiseverboten und Kontensperrungen gegen vier beteiligte Agenten, sowie gegen das GRU-Hauptzentrum für Spezialtechnologien.
Nach dem Anschlag mit Nervengift auf Sergei Skripal und der Ausweisung von Agenten aus den Niederlanden gelangte eine ungewöhnliche Menge von Informationen über die GRU an die Öffentlichkeit, wofür der damalige Direktor der GRU, Igor Korobow, verantwortlich gemacht wurde. Korobow starb am 21. November 2018 „nach langer und schwerer Krankheit“. Sein interimistischer Nachfolger wurde Vizeadmiral Igor Kostjukow, der schon bei der 100-Jahr-Feier des Geheimdienstes als Stellvertreter des erkrankten Korobow aufgetreten war.
Wegen der Hackerangriffe auf den deutschen Bundestag verhängte die EU im Oktober 2020 Sanktionen in Form von Einreiseverboten und Kontensperrungen gegen Dmitri Badin, den GRU-Direktor Igor Kostjukow und die gesamte für Cyberangriffe zuständige Abteilung der GRU. Nach Ansicht deutscher Sicherheitsbehörden versuchte die GRU in den Monaten vor der Bundestagswahl 2021 abermals mehrmals, sich mit Phishing-Mails Zugang zu privaten E-Mail-Konten von Bundestags- und Landtagsabgeordneten zu verschaffen. Daraufhin begann der Generalbundesanwalt mit Ermittlungen diesbezüglich und das Auswärtige Amt forderte Russland auf, Cyberaktivitäten einzustellen.
2022 veröffentlichte OpenFacto Ergebnisse einer Recherche, die mehr als 1300 Online-Nachrichtenportale der von der GRU gesteuerten Nachrichtenagentur InfoRos zuordnen konnte.
Im Herbst 2024 warnte der Chef des britischen Geheimdienst MI5, dass der GRU zunehmend Russen in Europa für Sabotageakte auf europäische Infrastruktur zu gewinnen versuche. Zwar habe die Ausweisung hunderter russischer Diplomaten aus europäischen Staaten wegen Verdachts auf Spionage die Fähigkeiten Russlands geschwächt, Schaden anzurichten, doch setzte Russland wie auch Iran zunehmend Kriminelle für seine Zwecke ein; Drahtzieher sei vor allem der GRU.
Beispielsweise seien sieben Menschen angeklagt, im März im russischen Auftrag einen Brandanschlag auf ein ukrainisches Unternehmen in London verübt zu haben.

## Organisation

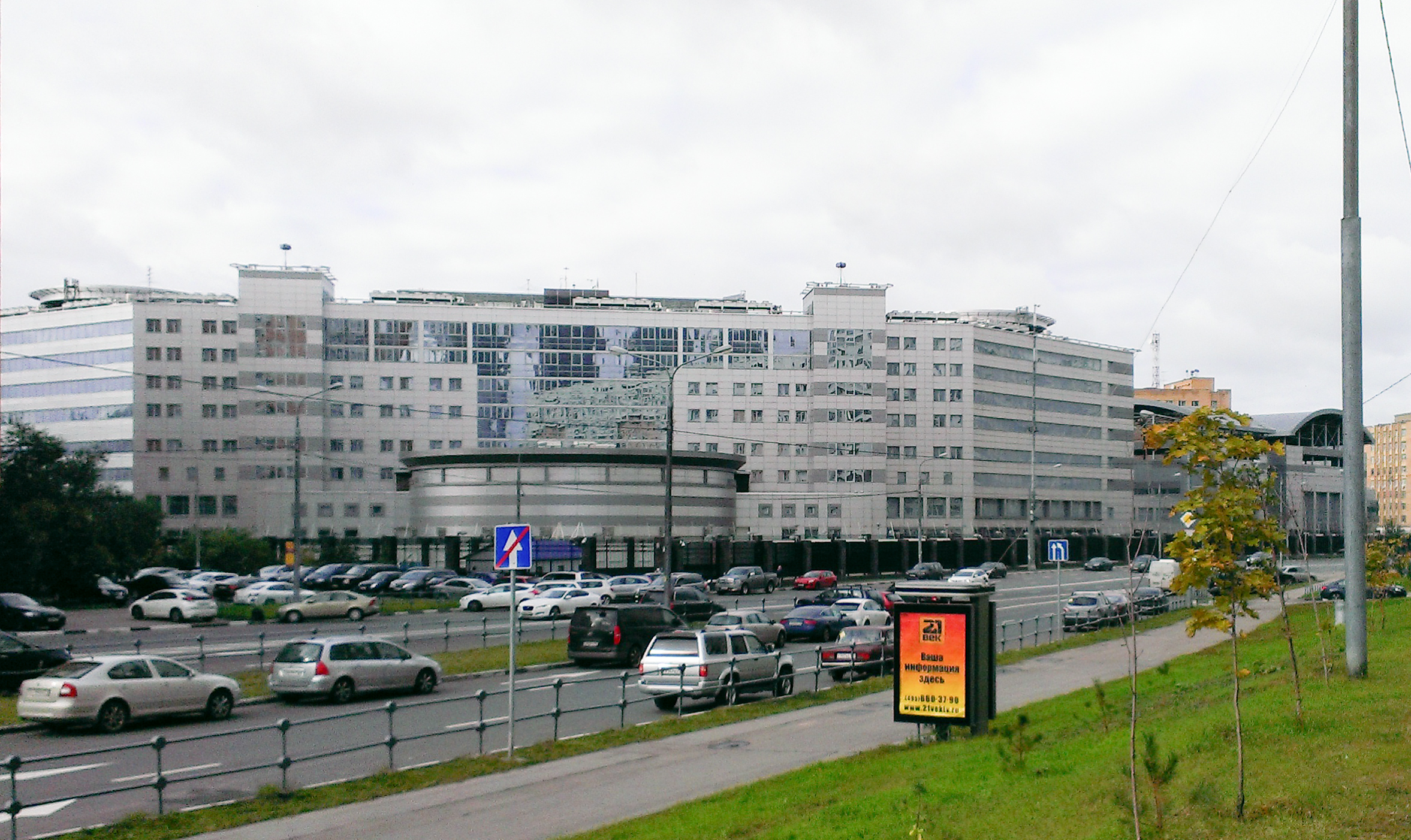
GRU-Hauptquartier am Chodynkafeld in Moskau (2013)

Im Gegensatz zum KGB war und ist die GRU nur wenig bekannt. Die GRU war und ist eine Hauptverwaltung des sowjetischen bzw. heute russischen Generalstabs. Anders als das aufgelöste KGB hat die GRU den Zusammenbruch der Sowjetunion als Struktur überstanden. Sie ist direkt dem Chef des Generalstabs untergeordnet.
Die Hauptverwaltung des Dienstes gliedert sich in zwölf operative Verwaltungen und zahlreiche sonstige Verwaltungen, Abteilungen und Verbände.

### Operative Verwaltungen
- Erste Verwaltung: Europa
- Zweite Verwaltung: Nord- und Südamerika; Großbritannien, Australien und Neuseeland
- Dritte Verwaltung: Asien
- Vierte Verwaltung: Afrika
- Fünfte Verwaltung: Operative Aufklärung
- Sechste Verwaltung: Funktechnische Aufklärung
- Siebte Verwaltung: NATO
- Achte Verwaltung: Operationen, auch solche, welche nur sporadisch in kleineren Ländern stattfinden
- Neunte Verwaltung: Rüstungstechnik
- Zehnte Verwaltung: Wehrwirtschaft
- Elfte Verwaltung: Militärdoktrin und Bewaffnung ausländischer Streitkräfte
- Zwölfte Verwaltung: Spionageabwehr
- Dreizehnte Verwaltung: Informationskriegführung

### Sonstige Verwaltungen, Abteilungen und Verbände
- Verwaltung Kosmische Aufklärung (Aufklärungssatelliten)
- Kaderverwaltung (Personal)
- Operativ-technische Verwaltung
- Administrativ-technische Verwaltung
- Verwaltung Außenbeziehungen
- Politische Verwaltung
- Finanzverwaltung
- Archivabteilung
- Informationsdienst
- Abteilung Informationsverbreitung
- Dechiffrierdienst
- Militärpolitische oder Militär-Diplomatische Akademie[50]
- 16. Speznas-Brigade (Rjasan)
- 22. Speznas-Brigade (Moskau)

### Speznas

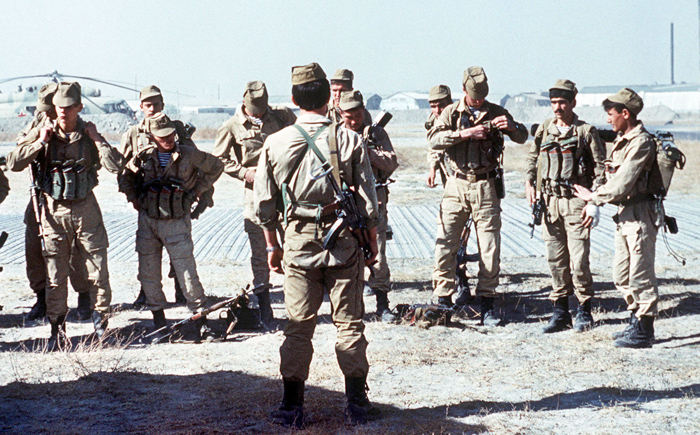
Speznastrupp der GRU (1988)

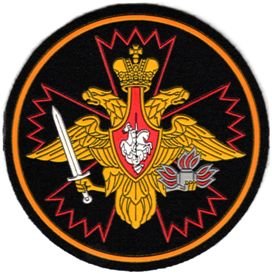
GRU-SpezNas-Aufnäher

Die GRU unterhält eine eigene Spezialeinheit Podrasdelenije spezialnowo nasnatschenija (Speznas) und weitere Spezialkräfte wie für die elektronische Aufklärung, auch im Feldeinsatz. Die vermutliche Gesamtstärke der GRU wird auf 25.000 Soldaten geschätzt. Andere Speznas gehören zu anderen staatlichen Organisationen wie auch dem russischen Finanzministerium.
Die 3. Garde-Spezialaufklärungsbrigade (russisch 3-я отдельная гвардейская Варшавско-Берлинская Краснознамённая ордена Суворова III степени бригада специального назначения (3-я огбрСпН)) ist der wichtigste russische Großverband, der dem Militärnachrichtendienst GRU unterstellt ist.
Die 82. Osnaz-Brigade dient der elektronischen Aufklärung für die operative und strategische Nachrichtengewinnung. Sie befehligt alle Arten der Fernmelde- und Elektronischen Aufklärung (SIGINT), inklusive communications intelligence (COMINT), electronic intelligence (ELINT), radar intelligence (RADINT), telemetry intelligence (TELINT) und infrared sets reconnaissance.

## GRU in Deutschland

### DDR
Die Struktur der GRU bestand in der DDR bis 1990 innerhalb der Gruppe der Sowjetischen Streitkräfte in Deutschland (GSSD/WGT) und eingeschränkt fortgesetzt bis zum Abschluss des Truppenabzugs 1994.
- Verwaltung Aufklärung der GSSD/WGT in Wünsdorf:
  - Koordination und Kontrolle der gesamten nachrichtendienstlichen Tätigkeit der Armeegruppe
- 1. Abteilung – Taktische Aufklärung:
  - Aufklärungseinheiten der Divisionen und Regimenter der GSSD
- 2. Abteilung – Operative Aufklärung:
  - Aufklärungszentrum Berlin-Karlshorst
  - Operativdienststellen: Rostock I, Rostock II (Baltische Rotbannerflotte), Magdeburg, Leipzig, Dresden
- 3. Abteilung – Speznas
  - 3. Garde-Spezialaufklärungsbrigade Neuthymen, SpN-Kompanien, SpN-Basis
- 4. Abteilung – Information
  - Auswertungszentrale (KRZ)
- 5. Abteilung: Elektronische Aufklärung
  - OsNaz-Regimenter
  - Hubschraubergeschwader (Flugplatz Rechlin-Lärz, REB)
- 82. Funktechnische Brigade in Torgau für die Funkaufklärung mit regional verteilten Horchposten, unter anderem auf dem Brocken.

### Ehemaliger strategischer Zweig in der Bundesrepublik Deutschland
- Sowjetische Militärverbindungsmissionen / Militärinspektionen
  - Bünde/Westfalen (britische Zone) bis 1990
  - Frankfurt-Niederrad (amerikanische Zone) bis 1990
  - Baden-Baden (französische Zone) bis 1990
- Tarnresidenturen: Köln, Bonn
- Residenturen: Russische Botschaft in Berlin, Russisches Generalkonsulat Bonn in der Viktorshöhe Bad Godesberg

## Leitung
Zu Zeiten der Sowjetunion
- Semjon Iwanowitsch Aralow 1918–1919
- Sergei Iwanowitsch Gussew Juni–Dezember 1919
- Georgi Leonidowitsch Pjatakow Januar–Februar 1920
- Wladimir Christianowitsch Aussem Februar–Juni 1920
- Jan Davydowitsch Lenzman 1920–1921
- Arwid Janowitsch Seibot 1921–1924
- Jan Karlowitsch Bersin 1924–1935 und Juli–November 1937
- Semjon Petrowitsch Urizki 1935–1937
- Semjon Grigorjewitsch Gendin 1937–1938
- Alexander Grigorjewitsch Orlow 1938–1939
- Iwan Iosifowitsch Proskurow 1939–1940
- Filipp Iwanowitsch Golikow 1940–1941
- Alexei Pawlowitsch Panfilow 1941–1942
- Iwan Iwanowitsch Iljitschow 1942–1945
- Fjodor Fedotowitsch Kusnezow 1945–1947
- Nikolai Michailowitsch Trussow 1947–1949
- Matwei Wassiljewitsch Sacharow 1949–1952
- Michail Alexejewitsch Schalin 1952–1956, 1957–1958
- Sergei Matwejewitsch Schtemenko 1956–1957
- Iwan Alexandrowitsch Serow 1958–1963
- Pjotr Iwanowitsch Iwaschutin 1963–1987
- Wladlen Michailowitsch Michailow 1987–1991

Russische Föderation
- Jewgeni Leonidowitsch Timochin 1991–1992
- Fjodor Iwanowitsch Ladygin 1992–1997
- Walentin Wladimirowitsch Korabelnikow 1997–2009
- Alexander Wassiljewitsch Schljachturow 2009–2011
- Igor Dmitrijewitsch Sergun 2011–2016
- Igor Walentinowitsch Korobow 2016–2018
- Igor Olegowitsch Kostjukow ab 2018[52]

## Bekannte Agenten
- Kurt Fischer
- Aino Kuusinen
- Richard Sorge 1929–1944
- Ilse Stöbe ungeklärt[53]
- Leopold Trepper ca. 1937–1950?
- Ruth Werner 1931–1950
- Viktor Suworow?1967–1978
- Oleg Wladimirowitsch Penkowski 1953–1960
- Sándor Radó 1935–1944
- Rudolf Herrnstadt ca. 1933–1939
- Gerhard Kegel ca. 1933–1989
- Klaus Fuchs 1942–1944 (danach für den NKGB)
- Dmitri Sergejewitsch Badin

## Überläufer
- Pjotr Semjonowitsch Popow
- Dmitri Fjodorowitsch Poljakow
- Nikolai Dmitrijewitsch Tschernow
- Anatoli Nikolajewitsch Filatow
- Walter Germanowitsch Kriwitzki
- Wladimir Bogdanowitsch Resun
- Gennadi Alexandrowitsch Smetanin
- Wjatscheslaw Maximowitsch Baranow
- Oleg Wladimirowitsch Penkowski
- Igor Guschenko
- Sergei Wiktorowitsch Skripal